# Bethylidae

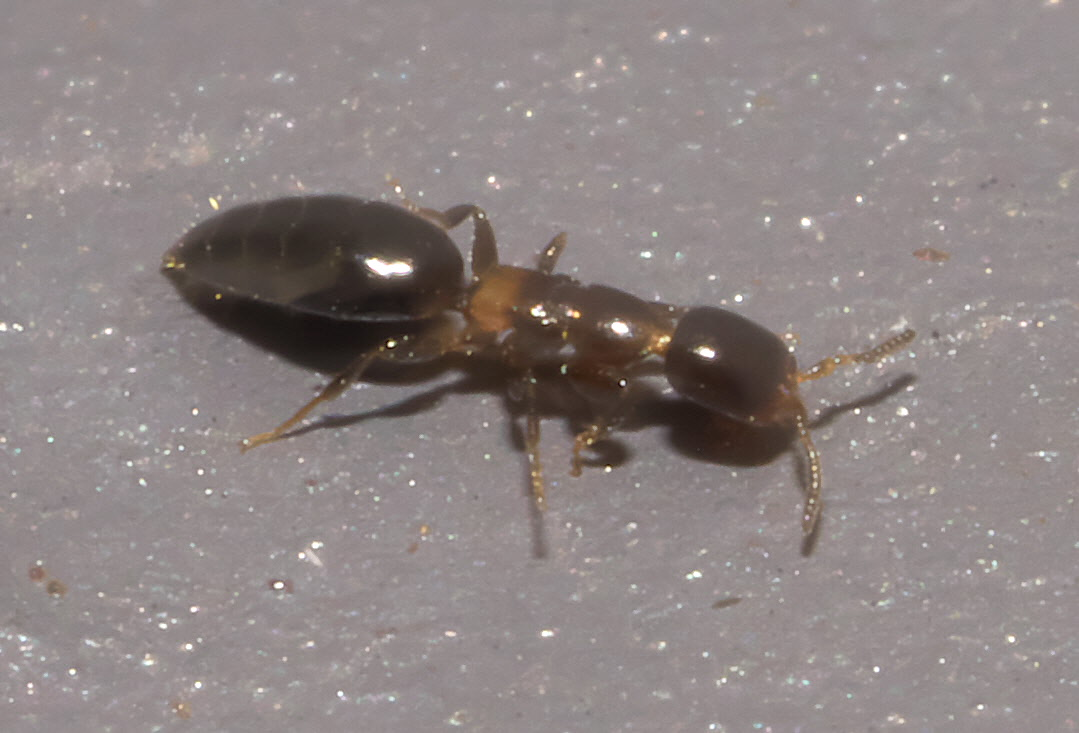
Sclerodermus

Los betílidos (Bethylidae) son una familia de avispas con aguijón perteneciente al orden Hymenoptera. Son parásitos, parasitoides o depredadores de las larvas de otros insectos, o a veces de los adultos, especialmente escarabajos y polillas. Se considera que puedan servir de controles biológicos de algunas plagas.
Son de distribución mundial, más abundantes en los trópicos. Hay 2.200 especies en ~100 géneros en 6 subfamilias. La hembra pica a su presa con el aguijón para paralizarla y deposita uno o varios huevos.

## Características de la familia
Tienen un tamaño entre 2-5 mm, rara vez más de 10 mm. El aspecto general es de color negro o marrón oscuro. Las hembras sin alas se parecen superficialmente a las hormigas.
- Las alas de las hembras están, a veces, ausentes o reducidas, más bien cortas, con lóbulos característicos en el par posterior.
- La cabeza es alargada.
- Las antenas tienen 12 o 13 segmentos.
- El gaster (abdomen) con 7-8 terguitos.
- Sin brillo metálico.
- El fémur anterior abultado en algunas especies.

## Subfamilias
Hay 2200 especies descritas, en seis subfamilias:
- Bethylinae :  El frente con una quilla longitudinal media.
- Mesitiinae : 200 especies. Parasitan escarabajos crisomélidos de la tribu  Clytrini.
- Pristocerinae : La hembra sin alas, tégulas ni ocelos. Los ojos reducidos o ausentes. Parasitan larvas de escarabajos.
- Epyrinae : Alas generalmente presente, si no, entonces la presencia de tégulas y ocelos. Parasitan larvas de escarabajos.
- Scleroderminae
- †Lancepyrinae
- †Protopristocerinae
- Holopsenellinae

## Géneros
Según Azevedo et. al. (2018) hay 96 géneros en la familia Bethylidae. Algunos géneros:
- Afrobethylus Ramos & Azevedo g
- Afrocera Benoit, 1983 g
- Allepyris Kieffer, 1905 g
- Allobethylus Kieffer, 1905 g
- Anaylax Moczar, 1970 g
- Anisepyris Kieffer, 1906 g b
- Anisobrachium Kieffer, 1905 g
- Apenesia Westwood, 1874 g b

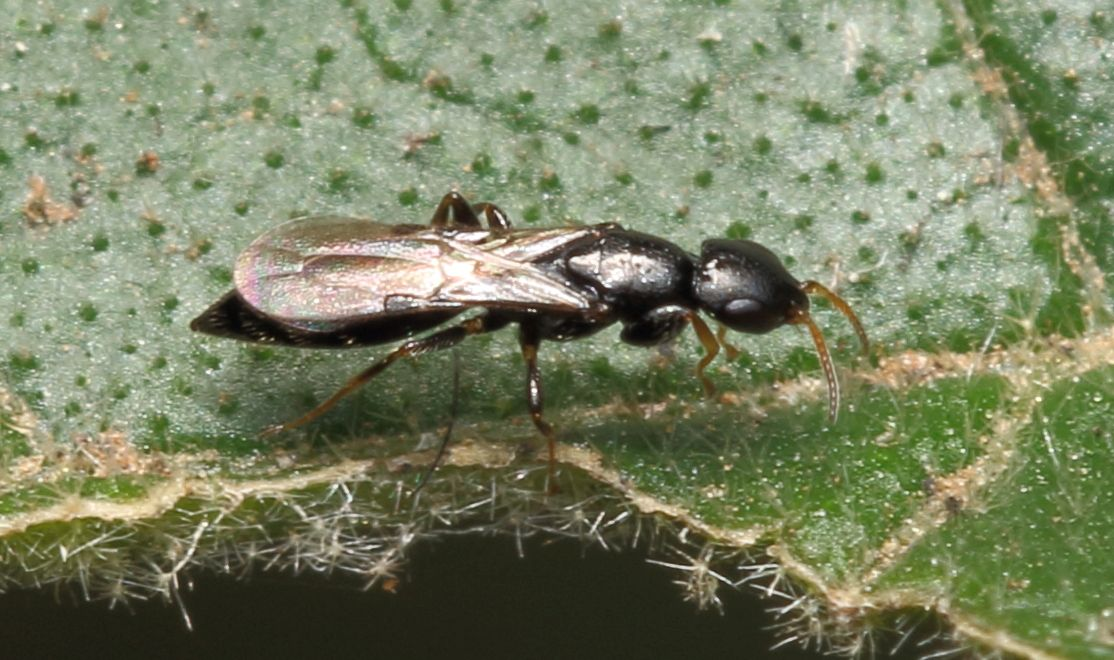

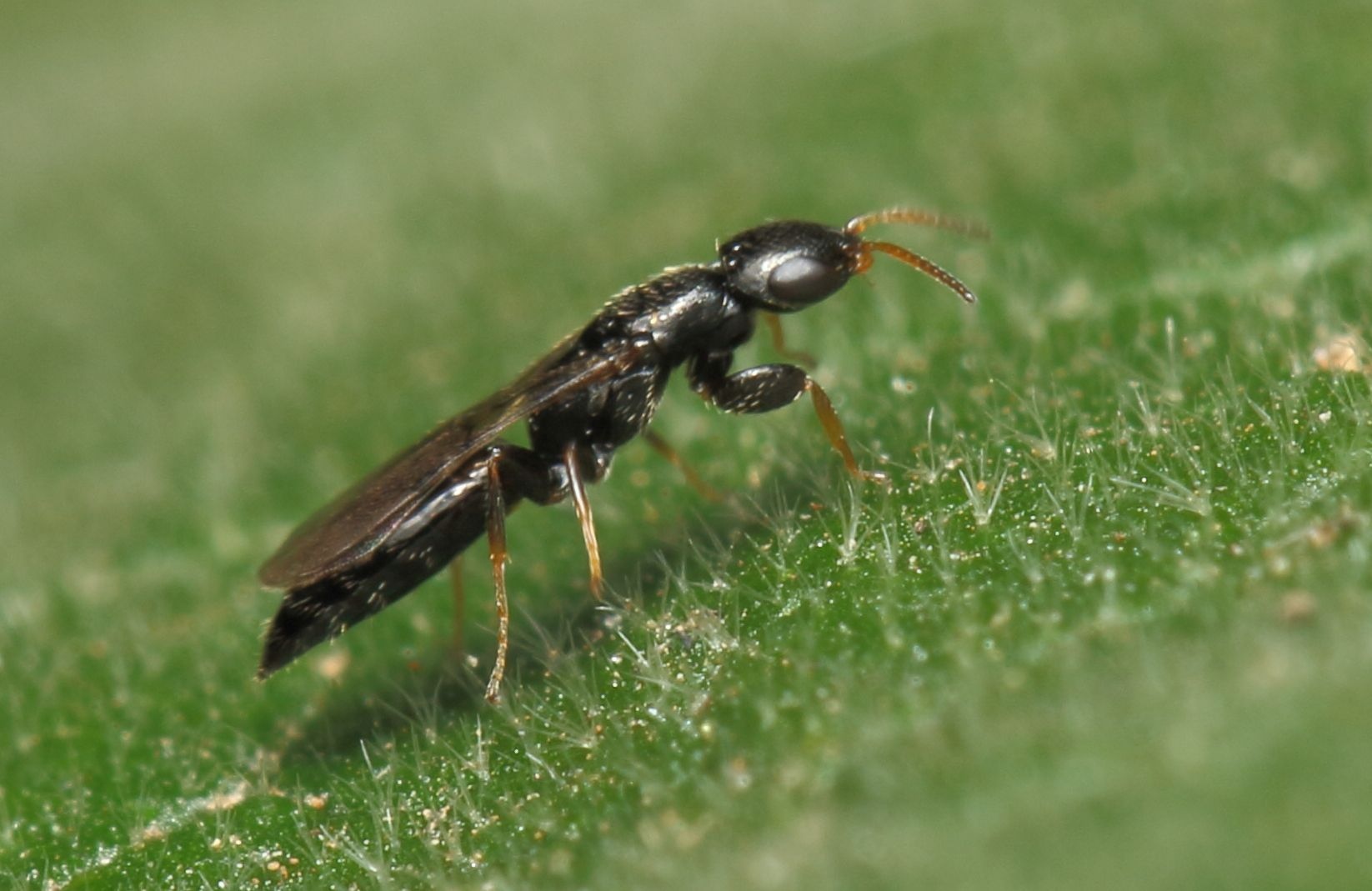

- Archaeopristocera Terayama, 2004 g
- Archaepyris Evans, 1973 g
- Aspidepyris Evans, 1964 g
- Ateleopterus Förster, 1856 g
- Australomesitius Barbosa & Azevedo g
- Bethylitella Cockerell, 1917 g
- Bethylopsis Fouts, 1939 g
- Bethylopteron Brues, 1933 g
- Bethylus Latreille, 1802 g b
- Caloapenesia Terayama, 1995 g
- Calobrachium Gobbi & Azevedo, 2016 g
- Calyozina Enderlein, 1912 g
- Celonophamia Evans, 1973 g
- Cephalonomia Westwood, 1833 i c g b
- Chilepyris Evans, 1964 c g
- Chlorepyris b (chlorepyris)
- Clytrovorus Nagy, 1972 g
- Codorcas Nagy, 1972 g
- Cretabythus Evans, 1973 g
- Cretepyris Ortega-Blanco & Engel, 2013 g
- Cretobethylellus Rasnitsyn, 1990 g
- Dissomphalus Ashmead, 1893 g b
- Elektroepyris Perrichot & Nel, 2008 g
- Epyris Westwood, 1874 g b
- Eupsenella Westwood, 1874 c g
- Foenobethylus Kieffer, 1913 g
- Formosiepyris Terayama, 2004 g
- Glenosema Kieffer, 1905 g
- Goniozus Förster, 1856 c g b
- Heterocoelia Dahlbom, 1854 g
- Holepyris Kieffer, 1904 g b
- Israelius Richards, 1952 g
- Itapayos Argaman, 2003 g
- Laelius Ashmead, 1893 g b
- †Lancepyris Azevedo & Azar, 2012 g
- Lithobiocerus Bridwell, 1919 g
- Liztor Ortega-Blanco & Engel, 2013 g
- Lytopsenella Kieffer, 1911 g
- Megaprosternum Azevedo, 2006 g
- Mesitius Spinola, 1851 g
- Metrionotus Moczar, 1970 g
- Moczariella Barbosa & Azevedo, 2014 g
- Odontepyris Kieffer, 1904 g
- Parapristocera Brues, 1933 g
- Pararhabdepyris Gorbatovsky, 1995 g
- Parascleroderma Kieffer, 1904 g
- Pilomesitius Moczar, 1970 g
- Plastanoxus Kieffer, 1905 g
- Pristocera Klug, 1808 g b
- Pristepyris Klug, 1808 g b
- Prorops Waterston, 1923 g
- Prosierola Kieffer, 1905 g
- †Protopristocera Brues, 1923 g
- Pseudisobrachium Kieffer, 1904 g b
- Psilobethylus Kieffer, 1906 g
- Pycnomesitius Moczar, 1971 g
- Rhabdepyris Kieffer, 1904 g
- Sclerodermus Latreille, 1809 g b
- Sierola Cameron, 1881 g
- Sulcomesitius Moczar, 1970 g
- Trichiscus Benoit, 1956 g
- Tuberepyris Lanes & Azevedo, 2008 g
- Zimankos Argaman, 2003 g

Fuentes: i = ITIS, c = Catalogue of Life, g = GBIF, b = Bugguide.net